# Lijst van afleveringen van JAG
Dit is een lijst met afleveringen van de Amerikaanse televisieserie JAG. De serie telt 10 seizoenen. Een overzicht van alle afleveringen is hieronder te vinden.

## Seizoen 1
| Nr. | Titel aflevering | Uitzenddatum VS   | Beschrijving |
| --- | ---------------- | ----------------- | --- |
| 1   | Pilot: Part 1    | 23 september 1995 | Lt. Harmon 'Harm' Rabb, een advocaat die misdaden van Navy- en Marine-personeel onderzoekt en aanhangig maakt, verdiept zich in de geheimzinnige dood van van een vrouwelijke piloot op een vliegdekschip. Harm is ervan overtuigd dat de overboord gevallen piloot geen zelfmoord gepleegd heeft, maar geduwd is terwijl alle verdachten zich nog op het vliegdekschip bevinden.                      |
| 2   | Pilot: Part 2    | 23 september 1995 | Lt. Harmon 'Harm' Rabb, een advocaat die misdaden van Navy- en Marine-personeel onderzoekt en aanhangig maakt, verdiept zich in de geheimzinnige dood van van een vrouwelijke piloot op een vliegdekschip. Harm is ervan overtuigd dat de overboord gevallen piloot geen zelfmoord gepleegd heeft, maar geduwd is terwijl alle verdachten zich nog op het vliegdekschip bevinden.                      |
| 3   | Shadow           | 30 september 1995 | Een humeurige softwareschrijver op een duikboot gijzelt de Navy wanneer een torpedo afgeschoten wordt die alleen hij kan besturen. Harm wordt erbij gehaald en ontmoet zijn nieuwe partner Lt. Meg Austin. |
| 4   | Desert Son       | 7 oktober 1995    | De verwaande zoon van een belangrijke generaal geeft toe artillerie-coördinaten verwisseld te hebben, wat geleid heeft tot een dodelijk ongeluk. Maar wanneer een opname van het incident afgespeeld wordt, ontdekken Harm en Meg dat die is gewist. |
| 5   | Deja Vu          | 21 oktober 1995   | Wanneer in de buurt van Arlington National Cemetry een luitenant van de Navy vermoordt wordt, verdenkt Harm de vrouw van de Thaise ambassadeur, die hem doet denken aan een meisje dat hij in Vietnam leerde kennen. |
| 6   | Pilot Error      | 4 november 1995   | Tijdens een testvlucht stort een vroegere kamergenoot van Harm met zijn vliegtuig neer en sterft. Om aan te tonen dat er sprake was van een systeemfout, moet Harm de testvlucht reconstrueren en zelf met het vliegtuig vliegen. |
| 7   | War Cries        | 11 november 1995  | In de ambassade van de V.S. in Peru, schiet een soldaat op wacht een tienerjongen dood, deze blijkt het broertje van zijn vriendin te zijn. |
| 8   | Brig Break       | 2 december 1995   | Terwijl het JAG-team de diefstal onderzoekt van op de marinebasis Sea-Tac gestolen raketten, ontsnappen er gevangenen en wordt Meg gegijzeld. |
| 9   | Scimitar         | 9 december 1995   | In Irak wordt een marinier gevangengenomen en beschuldigd van spionage. Het JAG-team krijgt toestemming om hem in de rechtszaal bij te staan, maar Harm heeft andere plannen: hem helpen ontsnappen ! |
| 10  | Boot             | 6 januari 1996    | Harm onderzoekt de dood door ophanging van een vrouwelijke marinier bij het opleidingskamp, terwijl Meg zich incognito(undercover) als recruit in de eenheid van de dode vrouw begeeft. |
| 11  | Sightings        | 13 januari 1996   | Bij een verlaten marine basis in de woestijn verdwijnt een meisje, waardoor oude herinneringen aan ufo's in de buurt weer de kop op steken. |
| 12  | The Brotherhood  | 3 februari 1996   | Wanneer een ernstig gewonde Afro-Amerikaan wordt gevonden, is Harm ervan overtuigd dat hij door racisten is aangevallen. Hij is geschokt als hij ontdekt dat het misdrijf te maken heeft met elkaar bestrijdende bendes. |
| 13  | Defensive Action | 13 maart 1996     | Wanner Capt.'CAG' Boone (Terry O'Quinn) een staakt-het-vuren schendt en op een Bosnische helikopter schiet, moet het JAG-team hem gaan verdedigen voor de krijgsraad. De enige getuige die hem kan redden is een van zijn mannen die vermist wordt achter de vijandelijke linies. |
| 14  | Smoked           | 20 maart 1996     | Het JAG-team reist naar Cuba om een neergehaald vliegtuig en zijn piloot op te halen voordat de Cubanen de ultra-moderne software kunnen downloaden en die aan Iranië verkopen. |
| 15  | Hemlock          | 27 maart 1996     | Terwijl Meg in coma ligt als gevolg van een schotwond, probeert Harm haar aanvaller te stoppen. Het is een notoire moordenaar, bekend onder de naam Hemlock, die is ingehuurd om Boris Jeltsin te doden bij een bezoek aan de V.S. |
| 16  | High Ground      | 3 april 1996      | Een instructeur van een opleidingskamp wordt overgeplaatst naar Bosnië, terwijl hem tot aan zijn pensioen een baan in de V.S. was beloofd. Hij schiet daarom op zijn superieur om diens aandacht te krijgen ... en wordt beschuldigd van poging tot moord. |
| 17  | Black Ops        | 10 april 1996     | De zoon van een machtige vrouwelijke senator sterft bij een trainingsmissie van de Navy SEALs. Harm ontdekt dat het een gevechtsmissie was, en dat de zoon van de senator misschien vermoord is. |
| 18  | Survivors        | 17 april 1996     | Bij een voogdijzaak begint Harm's cliënt, een Vietnamveteraan, zich in te beelden dat zijn zoontje de reïncarnatie is van een dode strijdkameraad die hij achtergelaten heeft. |
| 19  | Recovery         | 1 mei 1996        | Wanneer bij een evacuatie-training voor de lancering van een spaceshuttle een piloot komt te overlijden, verdenkt Harm een hot shot astronaut die nu de eerste keus is om een spionagesatelliet terug te halen. |
| 20  | The Prisoner     | 8 mei 1996        | Nadat Harm is gearresteerd en in een Chinese gevangenis wordt vastgehouden, raakt hij ervan overtuigd dat daar ook zijn al lang vermiste vader wordt vastgehouden. |
| 21  | Ares             | 22 mei 1996       | Nadat Harm is gearresteerd en in een Chinese gevangenis wordt vastgehouden, raakt hij ervan overtuigd dat daar ook zijn al lang vermiste vader wordt vastgehouden. Het JAG-team komt erachter dat een vermoorde zeeman getraind was voor een top-secret verdedigingssysteem, dat bekendstaat als Ares. En nu heeft dat systeem een oorlogsschip overgenomen, waarop zij zojuist aan boord zijn gegaan. |
| 22  | Skeleton Crew    | 29 mei 1996       | Wanneer een vrouwelijke luitenant vermoord wordt aangetroffen, ontdekt Harm dat de vrouw een vriendin van hem was die net de avond voor hun afspraakje had afgezegd. (Zelden vertoonde Aflevering !!!) |

## Seizoen 2
| Nr. | Titel aflevering   | Uitzenddatum VS  | Beschrijving |
| --- | ------------------ | ---------------- | --- |
| 1   | We the People      | 3 januari 1997   | Het origineel van de Amerikaanse Onafhankelijkheidsverklaring is gestolen door een kolonel van de marine. Zijn doel: de natie aan de oorspronkelijke betekenis van de Onafhankelijkheidsverklaring herinneren. |
| 2   | Secrets            | 10 januari 1997  | Een veroordeelde spion ontsnapt uit de gevangenis en neemt admiraal Chegwidden krijgsgevangenen. Hij eist een schijnproces om daarin te kunnen aantonen dat hij onschuldig is.                                 |
| 3   | Jinx               | 17 januari 1997  | Terwijl het JAG-team een reeks vliegongelukken onderzoekt van een squadron waar een vloek op lijkt te rusten, voelt Harm zich aangetrokken tot de weduwe van zijn overleden vriend.                            |
| 4   | Heroes             | [4 januari 1997  | Voor het eerst staan Harm en Mac in de rechtszaal lijnrecht tegenover elkaar in een zaak van een Navy SEAL die ervan wordt beschuldigd zijn beste vriend te hebben neergeschoten.                              |
| 5   | Crossing the Line  | 31 januari 1997  | Nadat een pilote het slachtoffer van getreiter is geworden, dient ze tegen haar commandant een klacht in wegens ongewenste intimiteiten.                                                                       |
| 6   | Trinity            | 7 februari 1997  | Als het zoontje van een marineluitenant in Ierland wordt ontvoerd, ontdekken Harm en Mac dat de hoofdverdachte, een IRA-terrorist, de vader van de baby is.                                                    |
| 7   | Ghosts             | 14 februari 1997 | Op de route die de admiraal tijdens het joggen neemt, is een boobytrap geplaatst. De dader heeft zij visitekaartje achtergelaten, een boedhabeeldje, en de admiraal verdenkt een CIA-agent.                    |
| 8   | Full Engagement    | 21 februari 1997 | Harm en Mac moeten een noodlanding maken in de Appalachen. Daar worden ze in de bossen geconfronteerd met stropers die net een jachtopziener hebben vermoord.                                                  |
| 9   | Washington Holiday | 28 februari 1997 | Harm begeleidt een mooie Roemeense prinses door Washington, achtervolgd door een sluipmoordenaar. Intussen heeft Bud zijn eerste afspraakje met Harriet Sims.                                                  |
| 10  | The Game of Go     | 28 februari 1997 | Harm probeert een Colombiaanse drugsbaron te snel af te zijn die het lijk van een marinier gebruikt om de Amerikaanse overheid te dwingen hem zijn zin te geven.                                               |
| 11  | Force Recon        | 7 maart 1997     | Het JAG-team onderzoekt een oefening van een speciale verkenningseenheid die bijna zeven man het leven kostte. De oorzaak wordt gezocht in de methoden van een geharde marinekapitein van de oude stempel.     |
| 12  | The Guardian       | 28 maart 1997    | Het JAG-team verdedigt een dakloze voormalige Navy SEAL. Hij wordt ervan beschuldigd met buitensporig geweld drie mannen te hebben gedood die een avondwinkel beroofden.                                       |
| 13  | Code Blue          | 4 april 1997     | Mac brengt Harm in vliegende vaart naar het ziekenhuis nadat hij door een auto is aangereden, daar aangekomen wordt echter heel het ziekenhuis gegijzeld door een groep islamitische terroristen.              |
| 14  | Cowboys & Cossacks | 11 april 1997    | Als Harm en Bud als waarnemers bij een vlootoefeningen aan voord van een Russische onderzeeër gaan, ontdekken zij dat de Russische kapitein werkelijk van plan is de Amerikaanse duikboot aan te vallen.       |
| 15  | Rendezvous         | 18 april 1997    | Mac trekt zich een nieuwe zaak bijzonder hard aan, als zij een gewelddadige echtgenoot moet verdedigen die ervan beschuldigd wordt de vriend van zijn overspelige vrouw te hebben vermoord.                    |

## Seizoen 3
| Nr. | Titel aflevering                    | Uitzenddatum VS   | Beschrijving |
| --- | ----------------------------------- | ----------------- | --- |
| 1   | Ghost Ship                          | 23 september 1997 | Op een uit bedrijf genomen vliegdekschip wordt een skelet gevonden. Harm ontdekt al snel dat het om een moordslachtoffer gaat. Maar tijdens zijn onderzoek vindt hij ook aanwijzingen over zijn vermiste vader.                                  |
| 2   | The Court-Martial of Sandra Gilbert | 30 september 1997 | Een vrouwelijke pilote moet voor de rechter verschijnen, nadat zij een order heeft genegeerd om haar affaire met een getrouwde soldaat stop te zetten. Een vrouwelijk congreslid zet zich er nu voor in dat ze een eerlijk proces krijgt.        |
| 3   | The Good of the Service             | 7 oktober 1997    | Majoor MacKenzie treedt op als aanklager tegen haar mentor, een officier die voor het gerecht staat, omdat hij een controversiële reddingsmissie in Haïti heeft geleid die het leven van enkele burgers heeft gekost.                            |
| 4   | Blind Side                          | 14 oktober 1997   | Harm's voormalige vlieginstructeur en een rekruut scheren langs een hoogspanningslijn. De rekruut moet zijn schietstoel gebruiken, het toestel stort neer op een auto en er vallen burgerslachtoffers. Had dit ongeluk voorkomen kunnen worden?? |
| 5   | King of the Fleas                   | 21 oktober 1997   | Een voormalige marinier in een rolstoel komt naar het JAG-kantoor om zichzelf aan te geven voor moord... en vertelt een verschrikkelijk verhaal over zijn tijd als krijgsgevangene in Vietnam.                                                   |
| 6   | Vanished                            | 28 oktober 1997   | Als een straaljager boven de Bermudadriehoek verdwijnt, denkt Harm dat het vliegtuig gestolen is, maar Bud Roberts gelooft dat er ufo's bij betrokken zijn.                                                                                      |
| 7   | Against All Enemies                 | 4 november 1997   | Nadat een straaljager van de Amerikaanse marine per ongeluk een Noord-Koreaans passagiersvliegtuig neerschiet, ontdekt het JAG-team dat mogelijk spionage in het spel is.                                                                        |
| 8   | Above and Beyond                    | 11 november 1997  | Een Afrikaans-Amerikaanse marinier wordt voorgedragen voor een eremedaille. Bij een onderzoek naar zijn verleden wordt achter informatie bekend waardoor hij wellicht geen aanspraak kan maken op de onderscheiding.                             |
| 9   | Impact                              | 18 november 1997  | Terwijl Harm en Bud onderzoek doen naar een mysterieuze botsing van twee vliegtuigen, komt Harriet Sims het JAG-team versterken... en wordt Mac benaderd door een machtig advokatenkantoor.                                                      |
| 10  | People v. Rabb                      | 25 november 1997  | Harm wordt beschuldigd van de moord op een Rus die hem documenten over zijn vader heeft verkocht. Mac keert daarom terug uit de commerciële advocatuur.                                                                                          |
| 11  | Defenseless                         | 9 december 1997   | Harm verdedigt een officier die wordt beschuldigd van moord op haar baas. Zij claimt echter zelfverdediging. |
| 12  | Someone to Watch Over Annie         | 6 januari 1998    | Het zoontje van een verongelukte vriend van Harm is getuige van een moord op een vliegbasis. Harm moet er alles aan doen om hem uit de klauwen van de daders te houden.                                                                          |
| 13  | With Intent to Die                  | 13 januari 1998   | Admiraal Chegwidden besluit om de ogenschijnlijke zelfdoding van zijn mentor te onderzoeken. |
| 14  | Father's Day                        | 3 februari 1998   | Harm en Mac verdedigen een chauffeur van de Marine die wordt beschuldigd van werkweigering. |
| 15  | Yesterday's Heroes                  | 24 februari 1998  | Admiraal Chegwidden geeft Harm en Mac de opdracht de ontploffing van een drugsboot te onderzoeken. |
| 16  | Chains of Command                   | 3 maart 1998      | Tijdens een interne zaak over seksuele intimidatie komen Mac en haar vriend tegenover elkaar in de rechtszaal te staan. |
| 17  | The Stalker                         | 17 maart 1998     | Mac grijpt weer naar de fles wanneer ze wordt geterroriseerd door een stalker en haar ex-vriend wordt vermoord. |
| 18  | Tiger, Tiger                        | 24 maart 1998     | Het marinefregat waarop Harm met Annie's zoon een weekend doorbrengt wordt gekaapt. |
| 19  | Death Watch                         | 31 maart 1998     | Een ex-vriendin van Harm, een luitenant van de Marine die sprekend op Mac leek (serie 1, afl. 22), werd vermoord. Harm krijgt nieuwe aanwijzingen in handen die hem doen besluiten de moordzaak opnieuw te onderzoeken.                          |
| 20  | Imposter                            | 21 april 1998     | Een moordenaar zorgt dat Harm niet naar de Rechtbank kan. Hij gaat vervolgens zelf, om de verdediger te vermoorden. |
| 21  | The Return of Jimmy Blackhorse      | 28 april 1998     | Een Patholoog Anatoom wordt ingeschakeld om de vermoedelijke resten van een strijder uit W.O. II te identificeren. |
| 22  | Clipped Wings                       | 5 mei 1998        | Harm verdedigt in Italië een Amerikaanse piloot door wiens roekeloosheid wellicht 6 burgers zijn omgekomen. Tijdens zijn verblijf in Italië brengt hij een bezoek aan de dochter van Admiraal Chegwidden.                                        |
| 23  | Wedding Bell Blues                  | 12 mei 1998       | Terwijl de trouwdag van Bud en Harriet steeds dichterbij komt, krijgt Bud ruzie met zijn vader, raakt Harm zijn gala-uniform kwijt en komt de helft van de gasten in de gevangenis terecht.                                                      |
| 24  | To Russia with Love                 | 19 mei 1998       | Harm krijgt een foto uit 1980 in handen. Hierop staat zijn vader met Russische soldaten. Hij vertrekt naar Rusland. |

## Seizoen 4
| Nr. | Titel aflevering            | Uitzenddatum VS   | Beschrijving |
| --- | --------------------------- | ----------------- | --- |
| 1   | Gypsy Eyes                  | 22 september 1998 | Nadat Harm en Mac een jet in Rusland hebben gestolen, worden ze neergeschoten. Ze worden echter gered door 2 zigeuners, broer en zus, die Harm helpen de waarheid over zijn vader te achterhalen.                                                                                  |
| 2   | Embassy                     | 29 september 1998 | Tijdens een bezoek van Harm en Mac aan de ambassade van Soedan wordt deze overgenomen door terroristen. Intussen kondigt Harriet aan dat ze zwanger is. |
| 3   | Innocence                   | 6 oktober 1998    | Als een marinier ervan wordt beschuldigd in Japan een tienermeisje te hebben verkracht, vliegt het JAG-team naar Tokio om hem te verdedigen. Hierdoor lopen ze echter vast op een gespannen verhouding tussen Amerika en Japan.                                                    |
| 4   | Going After Francesca       | 13 oktober 1998   | In Italië waar een marineofficier voor de krijgsraad zal worden berecht voor het stelen van Stinger-raketten, wordt Chegwidden herenigd met zijn ex-vrouw, nadat hun dochter is ontvoerd.                                                                                          |
| 5   | The Martin Baker Fan Club   | 20 oktober 1998   | Roscoe, de aan de rolstoel gekluisterde ex-marinier, die Harm nog kent van een eerdere zaak, wordt aangeklaagd voor moord op zijn kamergenoot in ziekenhuis die uit een raam is gesprongen.                                                                                        |
| 6   | Act of Terror               | 27 oktober 1998   | Een terrorist wordt op nationale televisie gevangen, maar vervolgens neergeschoten. Harm moet de marinier verdedigen die de terrorist heeft neergeschoten. Maar was deze marinier ontoerekeningsvatbaar of louter patriottisch?                                                    |
| 7   | Angels 30                   | 3 november 1998   | Bij een aanval op twee Tomcats verzuimt een van de piloten om op de vijand te vuren. Hij claimt dat hij orders kreeg niet te vuren, maar die orders hoorde niemand anders. |
| 8   | Mr. Rabb Goes to Washington | 10 november 1998  | Harm wordt door de senator gevraagd te zoeken naar de waarheid in een zaak over mogelijke oorlogsmisdaden waarbij Amerikaanse burgers, die voor Irak werkten, om het leven kwamen. Ondertussen krijgt Mac bezoek van een oude bekende.                                             |
| 9   | People v. Mac               | 17 november 1998  | Vervolg van aflevering 8. Mac wordt gearresteerd en aangeklaagd. |
| 10  | The Black Jet               | 24 november 1998  | Harm en Mac vertegenwoordigen een piloot die in Iran is neergestort. De oorzaak zou een technische fout zijn. |
| 11  | Jaggle Bells                | 15 december 1998  | Chloë loopt het JAG-hoofdkwartier binnen en vertelt dat ze is weggelopen omdat haar stiefvader haar mishandelt. |
| 12  | Dungaree Justice            | 12 januari 1999   | Een bareigenaar wordt door drie mariniers zwaar mishandeld omdat hij een vrouwelijke matroos zou hebben verkracht. |
| 13  | War Stories                 | 13 januari 1999   | Een gijzelingssituatie die verkeerd afloopt zorgt dat het SEAL-team in kwestie wordt beschuldigd van verantwoordelijkheid voor de doden. Bud moet de teamleider verdedigen, maar deze wil dit niet omdat Bud geen advocaat is. Chegwidden komt in de Hollywood filmwereld terecht. |
| 14  | Webb of Lies                | 9 februari 1999   | CIA-agent Webb wordt vermoord. Een oude vijand van Harm duikt op. |
| 15  | Rivers' Run                 | 16 februari 1999  | Luitenant Rivers (uit serie 3, aflevering 8) wordt tijdens een oefening met zijn SEAL-team in een afgelegen bos beschoten. Hij vuurt terug en een kind wordt daarbij gedood. |
| 16  | Silent Service              | 23 februari 1999  | Op een onderzeeër worden meerdere mensen ziek, wat uiteindelijk zorgt voor een aanvaring met twee fregatten. |
| 17  | Nobody's Child              | 2 maart 1999      | Het lichaam van een onbekend meisje wordt gevonden. Harm doet er alles aan om uit te zoeken wie ze was. |
| 18  | Shakedown                   | 30 maart 1999     | Op een vliegdekschip komen steeds weer technische storingen voor. Uiteindelijk raakt daarbij iemand gewond en worden Harm en Mac erbij geroepen om de oorzaak te vinden. Bud wordt bevorderd tot JAG-advocaat en krijgt zijn eerste zaak.                                          |
| 19  | The Adversaries             | 13 april 1999     | Bud moet zijn vader verdedigen in een fraude- en diefstalzaak, terwijl Harm procureur is. |
| 20  | Second Sight                | 27 april 1999     | Mac's vader ligt op sterven. Zij moet nu in het reine komen met haar negatieve gevoelens over hem. Harm krijgt laserchirurgie waardoor hij mogelijk weer als piloot aan het werk kan.                                                                                              |
| 21  | Wilderness of Mirrors       | 4 mei 1999        | Agent Clark Palmer doet zich voor als Harm's vader. |
| 22  | Soul Searching              | 11 mei 1999       | Admiral Chegwidden en Clayton Webb gaan naar Italië om Webb's mentor te redden, dezelfde man die ooit Chegwidden in Vietnam het leven redde. |
| 23  | Yeah, Baby                  | 18 mei 1999       | Harm doet een aanvraag om weer als piloot aan het werk te kunnen. Bud verdedigt een sergeant die zwanger is van een ondergeschikte. |
| 24  | Goodbyes                    | 25 mei 1999       | Charlie Lynch dreigt om ook het tweelingzusje (seizoen 4, afl. 17) te vermoorden. Harm weet hem op te sporen op een schip waar hij ooit diende. |

## Seizoen 5
| Nr. | Titel aflevering          | Uitzenddatum VS   | Beschrijving |
| --- | ------------------------- | ----------------- | --- |
| 1   | King of the Greenie Board | 21 september 1999 | Harm is nu als gevechtspiloot gestationeerd op een vliegdekschip in de Adriatische zee. Hij probeert daar een piloot in toom te houden die nogal een heethoofd is.                                                            |
| 2   | Rules of Engagement       | 28 september 1999 | De jonge piloot onder het commando van Harm schiet per ongeluk een aantal Russische vredessoldaten neer. Mac en Bud arriveren aan boord van het vliegdekschip, van plan om de jongeman aan te klagen.                         |
| 3   | True Callings             | 5 oktober 1999    | Net als Harms aandacht gegrepen wordt door een zaak aan boord van het vliegdekschip, krijgt hij slecht nieuws te horen met betrekking tot zijn carrière. Ondertussen proberen de mannen van JAG aan concertkaartjes te komen. |
| 4   | The Return                | 12 oktober 1999   | Harm is terug bij JAG en hij kan gelijk beginnen met de controversiële zaak van de zoon van de minister van de marine. Die heeft de orders van een strenge kapitein in de wind geslagen en moet daarvoor terechtstaan.        |
| 5   | Front and Center          | 19 oktober 1999   | Bud en Harm proberen een verdwenen marinier op te sporen, de enige getuige in een rechtszaak. In de rechtszaal krijgen Mac en Brumby ruzie over een drugshond.                                                                |
| 6   | Psychic Warrior           | 2 november 1999   | Mac is sceptisch tegenover een admiraal die beweert paranormaal begaafd te zijn, maar als haar jonge vriend verdwijnt in de bossen, biedt hij zijn hulp aan.                                                                  |
| 7   | Rogue                     | 9 november 1999   | Een kleurrijk figuur die veiligheidscontroles uitvoert voor het leger krijgt de opdracht om een onderzeeër tot zinken te brengen, maar uiteindelijk steelt hij de boot, met Bud Roberts aan boort!                            |
| 8   | The Colonel's Wife        | 16 november 1999  | Mac en Harm reizen naar Panama, waar ze een onderzoek instellen tegen de jonge echtgenote van een hooggeplaatste marinier, Zij zou een pakketje cocaïne naar Californië gesmokkeld hebben.                                    |
| 9   | Contemptuous Words        | 23 november 1999  | Een krantenartikel met vlijmscherpe kritiek op de president blijkt geschreven te zijn op de computer van Harm en een rechts politieke groepering biedt aan zijn verdediging in de rechtszaal te financieren.                  |
| 10  | Mishap                    | 30 novembe][1999  | Harm krijgt te horen dat hij terug moet naar zijn vliegdekschip. Daar moet hij een ex-collega verdedigen die tegen orders in een vliegtuig heeft laten landen, met desastreuze afloop.                                        |
| 11  | Ghosts of Christmas Past  | 14 december 1999  | Harm ontmoet op kerstavond een aantrekkelijke zangeres die deel uitmaakte van de USO-show van 1969. Ze blijkt een oude bekende te zijn van Harms vader, die gevechtspiloot was.                                               |
| 12  | Into the Breech           | 11 januari 2000   | De admiraal stuurt Harm en Mac terug naar de schoolbanken. Ze moeten studenten van een militaire academie ondersteunen, maar uiteindelijk heropenen ze een oude moordzaak.                                                    |
| 13  | Life or Death             | 18 januari 2000   | Mac probeert het leven te redden van een ter dood veroordeelde marinier, een zaak die de admiraal jaren geleden verloren heeft. Ondertussen kondigt Brumby aan dat hij teruggaat naar Australië.                              |
| 14  | Cabin Pressure            | 1 februari 2000   | Harm vraagt aan boord een onderofficier die verdacht wordt van moord. Als het schip vast loopt aan een rif, komen ze samen benedendeks vast te zitten in de cel.                                                              |
| 15  | Boomerang: Part 1         | 8 februari 2000   | Bud en Harm reizen naar Australië om een Amerikaan te verdedigen die beschuldigd is van een jaren oude moord op een Australische zeeman. Het verrast Brumby dat Mac ook meegaat.                                              |
| 16  | Boomerang: Part 2         | 15 februari 2000  | Als de moordzaak voorkomt in de rechtszaal, nemen Harm en Brumby het tegen elkaar op. Ondertussen wordt Harm steeds jaloerser vanwege de relatie die Mac onderhoudt met de Australische advocaat.                             |
| 17  | People v. Gunny           | 22 februari 2000  | Als de 'Gunnery Sergeant' ban JAG gearresteerd wordt voor potenrammen, blijkt de medewerker van de admiraal de enige getuige te zijn.                                                                                         |
| 18  | The Bridge at Kang So Ri  | 29 februari 2000  | Het passagiersvliegtuig waarmee Harm en Mac reizen wordt gekaapt door radicale activisten uit Korea. Ze eisen dat aan boord van het vliegtuig een rechtszaak georganiseerd wordt.                                             |
| 19  | Promises                  | 28 maart 2000     | Harm heeft net de hoofdrol gespeeld in een promotiefilm om rekruten te werven als hij een vrouwelijke matroos moet verdedigen die beweert dat de marine haar beloften heeft gedaan die niet nagekomen zijn.                   |
| 20  | Drop Zone                 | 4 april 2000      | Bud moet een onderofficier verdedigen die beschuldigd wordt van doodslag. Hij zou met een stevige kater deelgenomen hebben aan een parachutetraining.                                                                         |
| 21  | The Witches of Gulfport   | 25 april 2000     | Mac moet een beschuldiging van verkrachting onderzoeken tegen een onderofficier die ook de leider is van een controversiële wiccagroep. Ze gaat daarvoor undercover op een militaire basis in Mississippi.                    |
| 22  | Overdue & Presumed Lost   | 2 mei 2000        | Admiraal Chegwidden probeert de exploitatie van een onderzeeër uit de Tweede Wereldoorlog door een gewiekste zakenman te verhinderen. Het schip zou de eerste slachtoffer van Pearl Harbor aan boord kunnen hebben.           |
| 23  | Real Deal SEAL            | 9 mei 2000        | Een Navy Seal die ooit de Medal of Honor heeft gekregen, wordt beschuldigd van het aanvallen van een politicus die volgens hem gelogen heeft over zijn diensttijd.                                                            |
| 24  | Body Talk                 | 16 mei 2000       | Harm probeert een man vrij te krijgen die in de Leavenworth gevangenis zit voor de moord op zijn vrouw. Hij is geschokt als hij erachter komt dat hun dochter een oude vriendin is.                                           |
| 25  | Surface Warfare           | 23 mei 2000       | Een aantal dagen voordat admiraal Chegwidden een speech moet geven komt Bud erachter dat zijn broer , een onderofficier, bijna de dood van vijftien mariniers veroorzaakte tijdens een militaire oefening in Florida.         |

## Seizoen 6
| Nr. | Titel aflevering                   | Uitzenddatum VS  | Beschrijving |
| --- | ---------------------------------- | ---------------- | --- |
| 1   | Legacy: Part 1                     | 3 oktober 2000   | Mac krijgt een verrassing te verwerken als een officier die ze heeft aangeklaagd voor spionage vermoord wordt. Ondertussen doet Harm een schokkende ontdekking in Moskou. |
| 2   | Legacy: Part 2                     | 10 oktober 2000  | Mac wordt naar Rusland gestuurd om mee te helpen in de zoektocht naar de sluipmoordenaar, maar als ze n Tsjetsjenië aankomt loopt ze in plaats daarvan Harm tegen het lijf. Bud neemt de verdediging op zich als de marine wordt aangeklaagd door een deelnemer van een realityshow. |
| 3   | Florida Straits                    | 17 oktober 2000  | De redding van een jong Cubaans meisje mondt uit in getouwtrek tussen een scheepskapitein en de Cubaanse autoriteiten. Mac neemt het Brumby kwalijk dat hij haar gebruikt om indruk te maken op zijn nieuwe baas.                                                                    |
| 4   | Flight Risk                        | 24 oktober 2000  | Harm klaagt de man aan die verantwoordelijk is voor de upgrades van de F-14 Tomcats. Door nalatigheid zouden daardoor twee doden zijn gevallen. Harm maakt zich wel zorgen om de consequenties.                                                                                      |
| 5   | JAG TV                             | 31 oktober 2000  | Mac wordt een mediasensatie als haar moordzaak op tv wordt uitgezonden. Ondertussen vraagt Harm zich af waarom een goed aangepaste matroos zelfmoord zou plegen. |
| 6   | The Princess and the Petty Officer | 14 november 2000 | Een prinses die getrouwd is met een onderofficier van de marine dreigt te worden uitgezet, tenzij Mac erin slaagt te bewijzen dat haar eerste huwelijk niet rechtsgeldig is. De vroege bevalling van Harriët gaat gepaard met complicaties.                                          |
| 7   | A Separate Peace: Part 1           | 21 november 2000 | Een admiraal die nationale bekendheid geniet wordt beschuldigd van deelname aan een bloedbad onder burgers in Vietnam. Harriët probeert het verlies van haar baby in haar eentje te verwerken.                                                                                       |
| 8   | A Separate Peace: Part 2           | 28 november 2000 | Het ziet er niet goed uit voor de cliënt van Harm, totdat de CIA op de proppen komt met een verrassende nieuwe getuige. Omdat ze geen contact kan krijgen met Bud zoekt Harriët steun bij Harm.                                                                                      |
| 9   | Family Secrets                     | 12 december 2000 | Bud klaagt de dokter van Harriët aan voor de dood van hun kindje en komt erachter dat Brumby de arts gaat verdedigen. Clayton Webb vertelt Harm dat zijn broer vermist wordt. |
| 10  | Touch and Go                       | 9 januari 2001   | Als Caitlin Pike, de oude partner van Harm, JAG bezoekt lokt haar aanklacht van seksueel wangedrag uit naar de pers. Bud ontkent dat hij zich aangetrokken voelt tot zijn bloedmooie cliënt.                                                                                         |
| 11  | Baby, It's Cold Outside            | 16 januari 2001  | Harm wil een voormalige marinier verdedigen die misschien de gevangenis in moet vanwege een forse "Tree-Strike", Tiner verdedigt de Gunny in een zaak betreffende een verkeersovertreding.                                                                                           |
| 12  | Collision Course                   | 30 januari 2001  | Nadat tijdens een oefening Amerikaanse en Turkse marineschepen in botsing zijn gekomen, wil de Minister van marine dat admiraal Chegwidden de Amerikaanse kapitein vervolgt om zo de NAVO tervreden te stellen.                                                                      |
| 13  | Miracles                           | 6 februari 2001  | Een sergeant van de marine beweert dat hij tot een overleden kapelaan heeft gebeden om de hulp bij de redding van zijn vrouw en zeker niet om haar dood. Het Vaticaan stuurt een priester om de zaak te onderzoeken.                                                                 |
| 14  | Killer Instinct                    | 13 februari 2001 | Tijdens hun onderzoek concluderen Harm en Bud dat een overboord geslagen man in werkelijkheid het slachtoffer is van moord. Ondertussen heeft Mac haar handen vol aan een bigamiezaak.                                                                                               |
| 15  | The Iron Coffin                    | 20 februari 2001 | Harm onderzoekt of de VS schuld heeft aan het zinken van een Russische onderzeeër en Mac helpt hem door na te gaan of vrouwen überhaupt wel kunnen dienen op een onderzeeboot. |
| 16  | Retreat, Hell                      | 27 februari 2001 | Terwijl admiraal Chegwidden aan het vissen is dreigt voor de Gunny een zaak uit de hand te lopen als hij een gevangene moet overplaatsen, een Koreaanse oorlogsheld die beschuldigt wordt van desertie.                                                                              |
| 17  | Valor                              | 13 maart 2001    | Vlak bij een Amerikaans oorlogsschip wordt een vaartuig onderschept die vol zit met explosieven. Een vrouwelijke marinier die ontvoerd is geweest wordt vervolgens verdacht van terrorisme.                                                                                          |
| 18  | Liberty                            | 27 maart 2001    | In Mexico raakt de broer van Bud verzeilt in een kroeggevecht vanwege een meisje, maar als hij beschuldigt wordt van doodslag begint Bud te vermoeden dat iemand zijn broer erin probeert te luizen.                                                                                 |
| 19  | Salvation                          | 10 april 2001    | De marinier die tot de dode kapelaan gebeden had, bid opnieuw. Dit keer voor Harms aartsvijand Palmer. Bud moet de nucleaire "football" transporteren. |
| 20  | To Walk on Wings                   | 24 april 2001    | De vrouwelijke congreslid Latham maakt een niet geheel vlekkeloze testvlucht in een Osprey en probeert naderhand het project stop te zetten. Admiraal Chegwidden geeft Harriët toestemming om een oude zaak te heropenen.                                                            |
| 21  | Past Tense                         | 1 mei 2001       | Harm is eerst verdachte en later onderzoeker als hij ontdekt dat zijn oude liefde Jordan is vermoord. Admiraal Chegwidden getuigt tegen de zoon van zijn ex-vriendin. |
| 22  | Lifeline                           | 8 mei 2001       | Tijdens het verlovingsfeestje van Mac en Brumdy overdenken Mac en Harm hun verleden met elkaar en dan biecht Harm iets op waardoor ze allebei verrast worden. |
| 23  | Mutiny                             | 15 mei 2001      | Mac bereidt een lezing voor over een zaak die in de negentiende eeuw voor de krijgsraad is geweest. Ze begint te fantaseren over de periode waarin een commandant officieren ophing op de verdenking van muiterij.                                                                   |
| 24  | Adrift: Part 1                     | 22 mei 2001      | Mac is van slag als ze hoort dat Harm een dag voor haar bruiloft naar een vliegdekschip zal worden gestuurd. Tot overmaat van ramp verteld admiraal Chegwidden tijdens het repetitiediner verschrikkelijk nieuws.                                                                    |

## Seizoen 7
| Nr. | Titel aflevering     | Uitzenddatum VS   | Beschrijving |
| --- | -------------------- | ----------------- | --- |
| 1   | Adrift: Part 2       | 25 september 2001 | Nu Harm op zee vermist wordt verzamelen zijn vrienden zich in het JAG kantoor om een reddingsoperatie te starten. Brumby is teleurgesteld in Mac als zij hun trouwdag uitstelt.                                                            |
| 2   | New Gun in Town      | 2 oktober 2001    | Na zijn redding op zee keert Harm terug naar JAG om Sturgis Turner te verwelkomen. Nu de bruiloft is geannuleerd neemt Mac een opdracht op een vliegdekschip aan om er even tussenuit te zijn.                                             |
| 3   | Measure of Men       | 9 oktober 2001    | Harm verrast Mac wanneer hij op het vliegdekschip verschijnt om een marinier te verdedigen die wordt beschuldigd van doodslag. De opstandige peetdochter van admiraal Chegwidden vereert hem met een bezoekje.                             |
| 4   | Guilt                | 16 oktober 2001   | Wanneer een marinier in Indonesië wordt beschuldigd van verkrachting, wordt het consulaat bestormd door boze burgers en zit Mac in de val. Harriët stort in terwijl ze in de getuigenbank zit.                                             |
| 5   | Mixed Messages       | 23 oktober 2001   | Harm probeert de naam van een vriend te zuiveren die op het werk is vermoord. Deze vriend en computeranalist wordt ervan verdacht gegevens van onderzeeërs aan de Chinezen te hebben verkocht.                                             |
| 6   | Redemption           | 30 oktober 2001   | Harm ontdekt een nog ernstiger strafbaar feit, namelijk spionage, terwijl hij een piloot verdedigt die wordt beschuldigd van geslachtsgemeenschap met een vrouwelijke collega. Mac neemt een zaak van kindermishandeling op zich.          |
| 7   | Ambush               | [6 november 2001  | Wanneer een Navy Seal een actie uitvoert tegen een militair leider in Sierra Leone, sneuvelen zes van zijn mannen en belandt hij in de beklaagdenbank. Hij claimt echter bevelen te hebben opgevolgd.                                      |
| 8   | Jagathon             | 13 november 2001  | JAG's eerste actie voor het goede doel heeft een onderlinge competitie tot gevolg. Mac en Harm hebben ruzie over een matroos die een leven heeft gered door zich voor te doen als een officier.                                            |
| 9   | Dog Robber: Part 1   | 20 november 2001  | Wanneer een spionagevliegtuig van de marine door de Chinezen wordt onderschept, wordt Harm gevraagd om een gepensioneerde admiraal bij te staan over de onderhandeling voor de vrijlating van de bemanning van het onderschepte vliegtuig. |
| 10  | Dog Robber: Part 2   | 27 november 2001  | Nadat een gretige piloot het spionagevliegtuig heeft vernietigd dat door de Chinezen onderschept was, vraagt hij Harm voor zijn verdediging. Mac behandelt een seksismezaak wanneer een videoband van een vrouwelijke officier uitlekt.    |
| 11  | Answered Prayers     | 11 december 2001  | Tijdens kerst wordt Harms auto gestolen en wordt hij ook nog eens opgezadeld met een strijdlustige vrouwelijke gevangene. Bud en Harriët organiseren een kerstborrel vol met drama.                                                        |
| 12  | Capital Crime        | 8 januari 2002    | Terwijl Harm een ongeluk aan boord van een vliegdekschip onderzoekt, onderzoeken Mac en Sturgis de dood van een vrouwelijke kernwapenexpert, die wellicht het doelwit van terrorisme is geweest.                                           |
| 13  | Code of Conduct      | 15 januari 2002   | Harm verdedigt een Navy Seal die zijn team in gevaar heeft gebracht tijdens een poging een lichaam van een gedood teamlid veilig te stellen. Admiraal Chegwidden wordt gesommeerd ontslag te nemen nadat hij een student heeft geslagen.   |
| 14  | Odd Man Out          | 22 januari 2002   | Bud is de eenzame volhouder wanneer hij deel uitmaakt van een jury tijdens een moordzaak. Sturgis probeert te voorkomen dat een jonge vrouw scheidt van haar marine-echtgenoot.                                                            |
| 15  | Head to Toe          | 5 februari 2002   | Harm en Mac verdedigen een vrouwelijke piloot in Saoedi-Arabië die weigert traditionele kleding te dragen. Sturgis heeft zijn eerste date met congreslid Bobby Latham.                                                                     |
| 16  | The Mission          | 26 februari 2002  | Terwijl hij andere JAG advocaten aan boord van een vliegdekschip adviseert, wordt Harm gevraagd een bombardement uit te voeren. De toekomst van Bud ziet er rooskleurig uit, totdat hij in de rechtszaal in slaap valt.                    |
| 17  | Exculpatory Evidence | 5 maart 2002      | Bud wordt beschuldigd van nalatigheid voor het niet voeren van een goede verdediging van zijn cliënt. Harm en Sturgis spelen voor koppelaars ten gunste van admiraal Chegwidden.                                                           |
| 18  | Hero Worship         | 12 maart 2002     | Een oudere oorlogsheld wordt gearresteerd en mag niet aanwezig zijn bij de medal-of-honor-ceremonie. Een roker wordt ervan beschuldigd brand te hebben gesticht in een galerie.                                                            |
| 19  | First Casualty       | 26 maart 2002     | JAG wil een verslaggever voor de krijgsraad slepen nadat deze tijdens een gevecht een order heeft genegeerd. Bud wordt op zijn oude vliegdekschip geplaatst, waar hij door een oude bekende welkom wordt geheten.                          |
| 20  | Port Chicago         | 9 april 2002      | Eens gepensioneerde Afro-Amerikaanse marineman, overlevende van de explosie in de haven van Chicago in 1944, eist dat hij en zijn maten worden vrijgesproken van de beschuldiging van muiterij.                                            |
| 21  | Tribunal             | 30 april 2002     | Het eerste Amerikaanse militair tribunaal wordt op Bud's vliegdekschip gehouden, waar admiraal Chegwidden en commandant Sturgis een Al-Qaida terrorisme verdachte moeten verdedigen.                                                       |
| 22  | Defending His Honor  | 7 mei 2002        | Harm vertegenwoordigt een marine rechter die ervan wordt beschuldigd een moeder en haar baby te hebben aangereden. Clayton Webb ontdekt een link tussen de broer van de terrorist en Rusland.                                              |
| 23  | In Country           | 14 mei 2002       | Harm en Mac vertrekken met Clayton Webb naar Afghanistan om de andere Al-Qaida terrorist te traceren, maar moeten eerst een onderzoek instellen naar de voormalige JAG Gunnery Sergeant.                                                   |
| 24  | Enemy Below          | 21 mei 2002       | Al-Qaida heeft een briljante kapitein van een Russische onderzeeër omgekocht om een aanval tegen de VS te beginnen. Harriëts zorgen om Bud lijken gegrond te zijn,                                                                         |

## Seizoen 8
| Nr. | Titel aflevering        | Uitzenddatum VS   | Beschrijving |
| --- | ----------------------- | ----------------- | --- |
| 1   | Critical Condition      | 24 september 2002 | Nadat Bud door een landmijn zijn been verloren heeft, is nu ook zijn leven in gevaar. Een hoorzitting in het Congres voorspelt weinig goeds voor het hoofd van de Marine.                                                             |
| 2   | The Promised Land       | 2 oktober 2002    | Een marinier wordt beschuldigd van desertie. Hij verklaart echter dat hij opstapte vanwege antisemitisme. Bud vraagt zich af waarom zijn vader hem niet kwam bezoeken in het ziekenhuis.                                              |
| 3   | Family Business         | 8 oktober 2002    | Lt. Singer krijgt slechts een koel afscheid van het JAG-departement, maar een warmer afscheid van Harm's broer. Een marinier wordt ervan beschuldigd zijn vrouw, een alcoholiste, te hebben vermoord.                                 |
| 4   | Dangerous Game          | 15 oktober 2002   | Een plaatselijke politieagent verliest het leven bij een ongebruikelijke militaire oefening. Het nieuwe hoofd van de Marine legt de eed af en stelt vervolgens een nieuwe JAG-advocate, Tracy Manetti, aan.                           |
| 5   | In Thin Air             | 22 oktober 2002   | Harm lijkt bevooroordeeld wanneer hij een onderhoudsofficier verdedigt die mogelijk de dood veroorzaakte van een piloot. Harriet bemoeit zich met Bud's revalidatie.                                                                  |
| 6   | Offensive Action        | 29 oktober 2002   | Bud ondergaat een lijdensweg aan fysiotherapie. Ondertussen onderzoeken Harm en Mac een geval van seksuele intimidatie waarbij een vrouwelijke kapitein een van haar manschappen een oneerbaar voorstel zou hebben gedaan.            |
| 7   | Need to Know            | 5 november 2002   | Een vrouwelijk congreslid vraagt JAG om uit te vissen wat er gebeurde met haar vader, een kapitein op een onderzeeër waarvan de verdwijning in 1968 door de CIA in de doofpot werd gestopt.                                           |
| 8   | Ready or Not            | 12 november 2002  | Harm verdedigt een generaal wiens militaire oefeningen werden gesaboteerd, maar is jaloers wanneer Mac als rechter wordt aangeduid in de zaak. Bud wil weer deer uitmaken van JAG.                                                    |
| 9   | When the Bough Breaks   | 19 november 2002  | Wanneer een kabel losschiet op een vliegdekschip en een bemanningslid sterft, wil Lt. Singer 7 personen voor de krijgsraad brengen. Het geheim dat ze met zich meedraagt, kan echter haar carrière in gevaar brengen.                 |
| 10  | The Killer              | 26 november 2002  | Harm en Manetti reizen naar Napels op zoek naar een matroos die mogelijk en seriemoordenaar is. Ondertussen probeert Harriet de zwangere Lt. Singer te overhalen haar baby te houden.                                                 |
| 11  | All Ye Faithful         | 17 december 2002  | Op kerstavond lijkt Harm vast te zitten op de USS Coral Sea, een vliegdekschip. Daardoor dreigt hij het feestje van Bud en Harriet te missen. Ondertussen wordt een baby geboren en een zwangerschap aangekondigd.                    |
| 12  | Complications           | 7 januari 2003    | Een Chirurg van de Marine krijgt de schuld wanneer de dochter van een generaal sterft tijdens een routineoperatie. Bud werpt zich weer in de strijd.                                                                                  |
| 13  | Standards of Conduct    | 21 januari 2003   | Mac doet onderzoek naar een ontwerper van videogames die mogelijk geheime informatie van de Marine heeft gestolen. Harm raakt betrokken bij een lichte aanrijding, maar blijkt dan te worden gedagvaard.                              |
| 14  | Each of Us Angels       | 4 februari 2003   | Op de begraafplaats van Arlington ontmoet een oorlogsveteraan een jonge vrouw. Hij vertelt haar het verhaal van een aantal moedige militaire verpleegsters die erbij waren tijdens de Slag om Iwo Jima.                               |
| 15  | Friendly Fire           | 11 februari 2003  | Nu is het Harms beurt om als rechter op te treden, wanneer hij een controversiële zaak moet behandelen van een overijverige piloot die het vuur opende op Britse soldaten en daarbij drie man doodde.                                 |
| 16  | Heart & Soul            | 18 februari 2003  | Tijdens een vlucht samen met Harm in een F-14 activeert de Admiraal per ongeluk zijn schietstoel tijdens een sneeuwstorm. Dus begint Harm een zoektocht, terwijl Mac het nieuws stil probeert te houden.                              |
| 17  | Empty Quiver            | 25 februari 2003  | terwijl Harm de zaak van een bevoorradingsofficier behandelt die valselijk lijkt te worden beschuldigd, onderzoekt Sturgis Turner een atoomduikboot met een ontbrekende torpedo.                                                      |
| 18  | Fortunate Son           | 18 maart 2003     | Een marineheld van Vietnamese afkomst wordt beschuldigd van illegale mensenhandel. Ondertussen licht een oude vijand het JAG-departement grondig door.                                                                                |
| 19  | Second Acts             | 1 april 2003      | Nadat het onderzoek naar de werking van JAG is afgerond, overweegt de Admiraal met pensioen te gaan. Een oorlogsheld riskeert uit de Marine gezet te worden omdat hij dienst nam onder een valse naam.                                |
| 20  | Ice Queen               | 22 april 2003     | Wanneer Lt. Singer vermoord wordt aangetroffen, voert de NCIS een onderzoek uit en daaruit blijkt Harm een hoofdverdachte te zijn. Ondertussen probeert het NCIS-team een gevangengenomen terrorist aan het praten te krijgen.        |
| 21  | Meltdown                | 29 april 2003     | Terwijl het NCIS-team vooruitgang boekt in hun onderzoek naar terroristen, staat Harm terecht wegens moord op Loren Singer. Maar dan duiken er bewijzen op die een wijzen op een andere verdachte.                                    |
| 22  | Lawyers, Guns and Money | 6 mei 2003        | Agent Webb vraagt Mac om zich voor te doen als zijn zwangere echtgenote voor een operatie in Paraguay, hoewel Harm het daar niet mee eens is. De Admiraal wil zijn vriendin ten huwelijk vragen, maar ondervindt de nodige problemen. |
| 23  | Pas de Deux             | 13 mei 2003       | In Paraguay raken Mac en Webb in problemen wanneer ze een oude vriend proberen te bevrijden. In washington helpt Harm ondertussen een CIA-advocate om haar stervende moeder een plezier te doen.                                      |
| 24  | A Tangled Webb: Part 1  | 20 mei 2003       | Harm neemt ontslag uit zijn functie om Mac te kunnen opsporen in Paraguay en loopt ere de ex-JAG-medewerker Gunny tegen het lijf. Samen proberen ze Mac en agent Webb te bevrijden.                                                   |

## Seizoen 9
| Nr. | Titel aflevering          | Uitzenddatum VS   | Beschrijving |
| --- | ------------------------- | ----------------- | --- |
| 1   | A Tangled Webb: Part 2    | 26 september 2003 | Terwijl Webb herstelt in het ziekenhuis, krijgen Mac en Harm de opdracht om Sadik te zoeken. Maar hun gevoelens voor elkaar spelen hen parten.         |
| 2   | Shifting Sands            | 3 oktober 2003    | Harm ontdekt dat hij niet meer welkom is bij JAG. Een onderofficier die dood was verklaard, duikt plotseling op en wordt beschuldigd van desertie.     |
| 3   | Secret Agent Man          | 10 oktober 2003   | Harm gaat voor de CIA werken, maar zijn eerste missie verloopt niet zoals gepland. Bud en Harriet geven een feestje voor hun pasgeboren zoontje.       |
| 4   | The One That Got Away     | 17 oktober 2003   | Wanneer een marinier een Iraakse jongen wil helpen, laat hij onopzettelijk informatie uitlekken en veroorzaakt zo de dood van twee collega's.          |
| 5   | Touchdown                 | 24 oktober 2003   | Mac moet een marinier verdedigen die beschuldigd wordt van samenzwering met al-Qaeda. Harm verschijnt per ongeluk op ZNN-tv en komt in de problemen.   |
| 6   | Back in the Saddle        | 31 oktober 2003   | Na zijn ontslag bij de CIA heeft Harm er genoeg van en gaat iets anders doen. Mac en Bud ontdekken een verrassend geheim over de vervanger van Harm.   |
| 7   | Close Quarters            | 7 november 2003   | Sturgis ontfermt zich over een groep bevrijde Koreanen terwijl een SARS-epidemie dreigt uit te breken. De Admiraal wil Harm opnieuw in dienst nemen.   |
| 8   | Posse Comitatus Act       | 14 november 2003  | Harm en Mac ondervragen een helikopterpiloot die optrad bij een gijzeling. Bud helpt een tandarts bij de marine met een verscheurend dilemma.          |
| 9   | The Boast                 | 21 november 2003  | Een jonge marinier schept op over het feit dat hij een Iraakse gevangene zou hebben gedood. Een vriendschappelijke baseballwedstrijd loopt slecht af.  |
| 10  | Pulse Rate                | 2 december 2003   | Een matroos wordt vermoord terwijl hij een radarschotel aan het herstellen is. Harm en Mac moeten uitzoeken of zijn dood een ongeluk was of moord.     |
| 11  | A Merry Little Christmas  | 12 december 2003  | Harm wil Matties wettelijke voogd worden, maar ontdekt dat zijn levensstijl en zijn status als vrijgezel de zaak weleens zouden kunnen bemoeilijken.   |
| 12  | A Girl's Best Friend      | 9 januari 2004    | Bij het kopen van een verlovingsring stuit de Admiraal op een internationale smokkelhandel in bloeddiamanten. Harm went aan zijn leven met Mattie.     |
| 13  | Good Intentions           | 16 januari 2004   | Mac verdedigt een onderofficier die beschuldigd wordt van moord op een vrouwelijke officier. De man was echter dronken en herinnert zich niets meer.   |
| 14  | People vs. SecNav         | 6 februari 2004   | Harm, Mac en Bud moeten de SecNav verdedigen wanneer de VS beschuldigd wordt van oorlogsmisdaden wegens burgerslachtoffers tijdens bombardementen.     |
| 15  | Crash                     | 13 februari 2004  | Wanneer een depressieve piloot zelfmoord pleegt door op een vliegdekschip neer te storten, houdt Mac diens overste aansprakelijk voor de wanhoopsdaad. |
| 16  | Persian Gulf              | 20 februari 2004  | Terrorist Sadik Fahd duikt op in DC en Mac moet uitzoeken waarom. Harm verliest tijdelijk zijn gehoor wanneer de batterij van zijn wagen ontploft.     |
| 17  | Take It Like a Man        | 27 februari 2004  | Mac heeft het erg moeilijk met het feit dat ze Sadik Fahd heeft moeten doden. Mattie probeert uit te zoeken wat ze nu precies voelt voor haar vader.   |
| 18  | What If                   | 12 maart 2004     | Tijdens een etentje voor Coates' promotie vragen de JAG-teamleden zich af hoe hun leven eruit zou hebben gezien als ze andere keuzes hadden gemaakt.   |
| 19  | Hard Time                 | 2 april 2004      | Na haar scherpe kritiek op de cipiers van een vrouwelijke marinegevangene, krijgt Mac de opdracht om de gevangene zelf te escorteren.                  |
| 20  | Fighting Words            | 30 april 2004     | Harm en Mac staan tegenover elkaar in de rechtszaal in een zaak rond een marinegeneraal die openlijk beweert dat de islam terrorisme in de hand werkt. |
| 21  | Coming Home               | 7 mei 2004        | Harm troost een vrouw wier zoon is omgekomen in Irak. Mac en Bud trachten te achterhalen waarom zijn kogelvrije vest geen bescherming heeft geboden.   |
| 22  | Trojan Horse              | 14 mei 2004       | De Seals komen in een lastig parket wanneer blijkt dat in beslag genomen heroïne is verdwenen. Bud verdedigt een marinier met een platencontract.      |
| 23  | Hail and Farewell: Part 1 | 21 mei 2004       | In de seizoensfinale onthult de Admiraal een verrassende beslissing. Mac krijgt slecht nieuws en Harm moet een persoonlijk verlies verwerken.          |

## Seizoen 10
| Nr. | Titel aflevering              | Uitzenddatum VS   | Beschrijving |
| --- | ----------------------------- | ----------------- | --- |
| 1   | Hail & Farewell: Part 2       | 24 september 2004 | Mac loopt gevaar wanneer ze Webbs dood begint te onderzoeken. Wanneer de Admiraal op pensioen gaat, krijgt Sturgis tijdelijk zijn functie.             |
| 2   | Corporate Raiders             | 1 oktober 2004    | Wanneer een marinier door 'eigen vuur' in Irak om het leven komt, ontdekken Harm en Mac dat er een militaire huurmoordenaar bij betrokken was.         |
| 3   | Retrial                       | 15 oktober 2004   | Harm heropent een moordzaak van 20 jaar geleden, wanneer hij bewijsmateriaal vindt waaruit blijkt dat de veroordeelde matroos onschuldig is.           |
| 4   | Whole New Ball Game           | 29 oktober 2004   | Een marinekolonel wordt als nieuwe JAG voorgedragen, wat voor heel wat opschudding zorgt. Harm en Mac onderzoeken een zaak rond een marineofficier.    |
| 5   | This Just in from Baghdad     | 5 november 2004   | Mac en Harm reizen naar Bagdad om de dood van een defensiefunctionaris te onderzoeken. Generaal Cresswell wordt officieel benoemd als de nieuwe JAG.   |
| 6   | One Big Boat                  | 12 november 2004  | Het JAG-team onderzoekt een aanklacht wegens nalatigheid wanneer een lid van het zeilteam van de officiersschool overboord slaat tijdens een storm.    |
| 7   | Camp Delta                    | 19 november 2004  | Tijdens een militaire oefening met gevangenen raakt een soldaat gewond. Harm verdedigt de cipiers, terwijl Mac net het onderdrukkend geweld aanklaagt. |
| 8   | There Goes the Neighborhood   | 26 november 2004  | Coates' verleden speelt haar parten wanneer ze onverwacht bezoek krijgt van een vriendin. Bud verdedigt een marinepiloot die haar vader vliegles gaf.  |
| 9   | The Man on the Bridge         | 10 december 2004  | Harm en Mac sporen samen met de FBI een vermiste marinebevelhebber op, die overgeplaatst werd naar een defensielaboratorium voor biologische wapens.   |
| 10  | The Four Percent Solution     | 17 december 2004  | Wanneer Mac na een auto-ongeval op kerstavond buiten bewustzijn raakt, krijgt ze een aantal flashbacks uit haar verleden.                              |
| 11  | Automatic for the People      | 7 januari 2005    | Wanneer een F-14 Tomcat neerstort nabij een school in Californië, wordt Harm op de zaak gezet. Bud heeft het moeilijk tijdens zijn therapiesessie.     |
| 12  | The Sixth Juror               | 14 januari 2005   | Terwijl Coates Mac helpt in een zaak rond een schietpartij in Florida, moet zij zelf in de jury zetelen omdat de meesten de beklaagde kennen.          |
| 13  | Heart of Darkness             | 4 februari 2005   | Harm en Mac worden naar Afghanistan gestuurd om een marinekapitein die beschuldigd wordt van moord op meerdere burgers, naar de VS te escorteren.      |
| 14  | Fit for Duty                  | 11 februari 2005  | Wanneer een Amerikaanse soldaat om het leven komt in Afghanistan, wordt een marinepsychiater beschuldigd van een medische fout.                        |
| 15  | Bridging the Gulf             | 18 februari 2005  | Harm komt in een juridische strijd terecht wanneer hij noodgedwongen een burgervliegtuig moet neerschieten dat over de Perzische Golf vliegt.          |
| 16  | Straits of Malacca            | 23 februari 2005  | Wanneer een marineschip door piraten wordt gekaapt, krijgen Mac en Vukovic de opdracht om over de vrijlating van de gegijzelden te gaan onderhandelen. |
| 17  | San Diego                     | 11 maart 2005     | Door een sneeuwstorm wordt de JAG-bijeenkomst verplaatst naar San Diego. Harm blijft met enkele anderen achter en krijgt slecht nieuws over Mattie.    |
| 18  | Death at the Mosque           | 1 april 2005      | Vukovic reist af naar Irak om een soldaat te verdedigen die een schijnbaar ongewapende burger in een moskee zou hebben doodgeschoten.                  |
| 19  | Two Towns                     | 8 april 2005      | Terwijl Mac een aanslag onderzoekt waarbij reservisten omkwamen in Irak, helpt Harm de getroffen families - krijgt de zaak ineens een andere wending.  |
| 20  | Unknown Soldier               | 15 april 2005     | Cresswells broer is ervan overtuigd dat stoffelijk overschot gevonden in Vietnam afkomstig is van een piloot die zijn leven redde tijdens de oorlog.   |
| 21  | Dream Team                    | 22 april 2005     | Wanneer een matroos beschuldigd wordt van doodslag treedt Bud op als aanklager. Maar dan blijkt dat hij het moet opnemen tegen Harm en Vukovic.        |
| 22  | Fair Winds and Following Seas | 29 april 2005     | Wanneer Harm te horen krijgt dat hij wordt overgeplaatst naar Londen en Mac naar San Diego, willen beiden dat Bud met hen meegaat.                     |